# Eudendrium terranovae
Eudendrium terranovae är en nässeldjursart som beskrevs av Watson 1895. Eudendrium terranovae ingår i släktet Eudendrium och familjen Eudendriidae. Inga underarter finns listade i Catalogue of Life.